# 稲横山
稲横山（いなよこやま）は、徳島県海部郡海陽町にある山である。標高は213m。

## 地理
旧海南町の南東部にある山。伊勢田川の河口の右岸に位置し、浅川湾の北西方1km余の地点にある。旧浅川村に属した山で、第二次世界大戦中には監視所が設置されたことがある。
現在はほぼ全山にヒノキ・スギの植林が行われている。漁業の町である浅川では海からの目標の山である。